# Nəsimi (Biləsuvar)
Nəsimi è un comune dell'Azerbaigian situato nel distretto di Biləsuvar. Conta una popolazione di 3.448 abitanti.